# Radio TTU
Radio TTU (pour « Talk to U » ou « Talk 2 U » à ses débuts) est une radio temporaire au fonctionnement associatif, qui émet depuis Lannion dans les Côtes-d'Armor, chaque année universitaire depuis l'an 2000. Elle est diffusée sur la fréquence 107,5 FM dans la région du Trégor, ainsi qu'en streaming, d'octobre à juin. La radio s'attache à promouvoir des musiques situées à la marge du système commercial. C'est aussi un club d'essai pour ses animateurs et techniciens, majoritairement étudiants et futurs journalistes, qui s'essayent à la présentation d'émissions culturelles, sportives, politiques et de divertissement.
Ses effectifs se renouvellent annuellement, au gré des nouvelles promotions d'étudiant·es, principalement en journalisme et communication de l'IUT de Lannion. Bien que TTU ne soit pas à proprement parler une radio étudiante, du fait qu'elle soit statutairement indépendante de l'université de Rennes 1, ses présidents — à l'exception de Thomas Piguel en 2012 — et la majeure partie de ses membres ont toujours été des étudiant·es du département information et communication de l'IUT. Son studio est prêté par le Crous.
La rotation très courte de ses bureaux provoque des discontinuités dans l'évolution de la station, en témoigne la refonte quasi-annuelle de son site web et de sa charte graphique. Sur dix ans, malgré une durée d'émission globalement en hausse, sa diffusion sur les ondes hertziennes (en tant que radio temporaire), mais aussi sur internet, a connu des ruptures. Son budget très faible, qui repose sur des adhésions annuelles à environ 20 € et des subventions d'organismes publics, ne lui permet  de renouveler son matériel qu'en partie. Elle souffre depuis son origine de problèmes d'émetteurs récurrents, causant parfois la coupure des programmes sur les ondes hertziennes. 
Aucune mesure d'audience n'a permis de connaître le public de TTU jusqu'à ce jour. Depuis 2009, la radio n'a jamais été citée dans l'enquête Médialocales annuelle de l'institut Médiamétrie.
TTU n'est membre d'aucune confédération de radios associatives, tels que la CNRA ou le SNRL, ni d'aucun réseau, tels que Radio Campus ou la Ferarock.
Plusieurs événements rythment historiquement la vie de la radio, le forum des associations de Lannion en septembre, la soirée d'inauguration dans un bar lannionnais en octobre ou novembre, une soirée de soutien en début d'année civile et une cérémonie de récompenses, les TTU Awards, au moment de la passation de bureau au printemps.
De septembre à novembre 2018, TTU peine à lancer sa saison et met temporairement la clé sous la porte à cause de problèmes administratifs. Mais grâce au dévouement de son président Tristan Barraux, les émissions peuvent reprendre à partir du lundi 26 novembre.
La crise sanitaire due à la pandémie de coronavirus Covid-19 a entraîné une perte du site internet originel, radiottu.fr. Un nouveau site a été déployé, radiottu.com.

## Historique

Logo de Buzz Radio, radio associative lannionnaise qui émettait depuis l'IUT entre janvier 1996 et juin 1998.

### Lancement et première saison
Créée en janvier 1996 par Jérôme Denis, Mickaël TIZON et Pierre-Yves Loaëc et soutenue par le département information-communication de l'IUT de Lannion, l'aïeule de Radio TTU est universitaire. Sous le nom de Buzz Radio, émettant sur 99.2 FM, elle compte parmi ses animateurs et présidents, François Barré (ancien directeur des programmes de Direct 8), Valérie Douard et le futur animateur de télévision Éric Dussart. Axée sur la libre antenne, Buzz Radio, aidée notamment par le conseil général, n'obtient pas le renouvellement pour son autorisation temporaire d'émettre du Conseil supérieur de l'audiovisuel (CSA) et disparaît le 11 juin 1998. Un projet de radio associative permanente, porté par la dernière équipe en poste, avorte. 
En l'espace de trois saisons, la petite station a mis en place une grille des programmes comprenant une matinale d'information, des émissions musicales et des talk. Une émission-concert délocalisée dans un bar de Lannion est organisé dès le 9 mai 1996. En plus des ondes hertziennes, Buzz Radio s'écoutait à partir de janvier 1997, 24 heures sur 24 sur internet.
Sous l'impulsion de Guillaume Cordeau et de Stéphanie Debris, alors étudiants en DUT journalisme, un projet de radio étudiante est relancé en septembre 1999. Il ne s'inscrit pas dans la continuité de Buzz Radio. L'IUT a même préféré ne pas divulguer « les conditions exactes de la création ni de la mort de l'ancienne radio universitaire, qui n'avait pas laissé le souvenir d'une organisation très rigoureuse », peut-on lire dans Le Télégramme, ce qui contribua à faire disparaître Buzz Radio des mémoires. L'Association de gestion de la radio universitaire lannionnaise (Agrul) est créée afin d'obtenir des financements. L'IUT, la mairie et le Ministère de la Jeunesse et des Sports subventionnent ce projet à hauteur de 60,000 francs. La radio, qui n'émet pas encore, est présentée à la population lors du Forum de la citoyenneté du 29 mars 2000. 
La nouvelle station se nomme « Radio Talk 2 U ». Elle inaugure ses programmes le 5 octobre 2000, sur un rayon de seulement 2 km à cause d'un problème technique. Celle-ci reprend le local abandonné par Buzz Radio, au rez-de-chaussée de la résidence universitaire, rue Édouard Branly, situé sur le campus de l'IUT de Lannion. Ce studio de 20 m2 est mis à disposition gratuitement par le Crous. L’émetteur est relié à l'antenne, située sur le toit du bâtiment. Le CSA accorde la diffusion sur les ondes trégorroises toute la journée, pendant six mois, jusqu'au 4 avril 2001 avec une puissance d'émission de 50 watts (entre 10 et 20 km de rayon). La radio, qui n'a pas encore recours à l'automatisation de son programme musical, émet pour l'instant de 19 heures à 23 heures. En revanche, une ligne téléphonique existe et permet aux auditeurs d'intervenir à l'antenne. L'association compte 60 membres à 25 francs. Dès lors, Radio TTU dispose d'un site web sur lequel sont disponibles certaines émissions. Le projet éditorial est centré sur l'information locale et universitaire, des ambitions journalistiques qui la différencient de Buzz Radio.

### Autres saisons
Talk 2 U émet pour sa deuxième saison du 8 octobre 2001 au 1er avril 2002, avec un effectif de 74 à 90 membres.
Talk to U commence sa troisième saison le 7 octobre 2002. Un partenariat est signé avec la salle du Carré Magique. Une centaine d'étudiants et de salariés des entreprises de télécommunication environnantes adhèrent à l'association. Un problème d'émetteur rend la radio muette en décembre de la même année. Une radio malaisienne prête alors un équipement de faible puissance, qui ne permet pas d'entendre la radio au-delà des « feux de Géant », soit environ à un kilomètre.
La quatrième saison commence le 12 novembre 2003, avec un retard dû à l'achat d'un nouvel émetteur de 100 watts. Quatre-vingt personnes adhèrent à l'association, dont la volonté est de s'ouvrir vers la société civile. Elle compte notamment sur sa grille l'émission musicale Backstage.
La cinquième saison débute le 8 novembre 2004, avec des programmes diffusés entre 19 heures et minuit.
La sixième saison commence le 3 octobre 2005 et s'interrompt le 31 mai 2006, avec un changement important, puisque la numérisation du matériel permet la diffusion des programmes 24 heures sur 24 et 7 jours sur 7, contre trois à cinq heures certains jours, les années précédentes. C'était sans compter une panne de l'émetteur acquis 18 mois plus tôt, qui contraint la radio au silence sur les ondes du 31 décembre 2005 au 6 janvier 2006. Un forum est ouvert sur un nouveau site web pour recueillir les réactions des auditeurs, qui peuvent également s'exprimer par SMS. La radio compte 56 adhérents à jour de cotisation. Radio TTU relaye les actions des étudiants et lycéens qui participent au mouvement contre le CPE, très suivi à Lannion puisque l'IUT est le premier établissement universitaire de France bloqué. Parmi ses programmes durant cette période, on compte l'émission de dubstep Témoin auriculaire, d'abord diffusée le dimanche soir avant de déménager sur la grille le jeudi soir.
Alors que l'association préparait le retour de TTU sur les ondes pour septembre 2006, avec comme projet la diffusion en streaming, une décision lourde de conséquence intervient en juin. Le CSA ne renouvelle pas la fréquence à TTU, l'empêchant de reprendre ses programmes. Une décision « contraire à la liberté d’expression et au pluralisme de l’information » selon le bureau, qui avait déposé une demande conjointe avec Estivales FM pour émettre alternativement toute l'année. Une pétition de soutien reçoit plusieurs centaines de signatures. Dans le même temps, Radio Bonheur, qui enregistre à Pléneuf-Val-André près de Saint-Brieuc, acquiert une fréquence dans le Trégor.
La radio est soutenue par la population, notamment par le député-maire de Lannion Alain Gouriou. Une motion de soutien adressée au CSA est votée par le conseil municipal. Deux concerts de soutien sont organisés le 15 novembre 2006 et le 10 février 2007.
Après une année blanche, la station reprend du service le lundi 1er octobre 2007 sur le 107.5 FM, une fréquence de fin de bande. Soixante personnes — étudiants, actifs ou retraités — ont répondu à l'appel du micro pour cette septième saison effective. En avril 2008, la station revient en direct sur internet grâce au nouveau site web, ouvert depuis 2006. Cette saison-là, ce sont 103 cartes d'adhésion qui ont été distribuées. Les premiers auditeurs hors du Trégor et même hors de France contactent l’antenne de Talk To U. Parmi les programmes qui étoffent la grille, on compte une matinale, l'émission de divertissement La course à la capote, l'émission culinaire TTU dans ta cuisine, les émissions sportives Mag Foot et Si t'es sport, ainsi que des rendez-vous consacrés à l'actualité, Débattez-vous et Ne déchirez pas le papier journal.
La huitième saison commence en octobre 2008. Le bureau de l'association organise deux concerts pour populariser la radio et collecter des fonds, un premier en octobre et un second en février. La priorité est portée au développement des matinales, une tranche d'information et de divertissement diffusée entre 8 et 9 heures.
Lors de la neuvième saison (2009-2010), la refonte du site web permet entre autres aux auditeurs d'écouter les émissions en différé. Néanmoins, des problèmes d'émetteurs récurrents réduisent considérablement le périmètre de diffusion. Des animateurs proposent une initiation au reportage, à la présentation et à la technique à des adolescents dans le cadre d'un partenariat avec la Maison des jeunes de Lannion,.

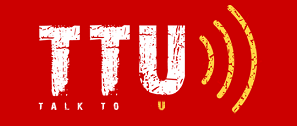
Logo de la radio lors de la saison 2010-2011.

La dixième saison débute en temps et en heure, en octobre 2010. Les dix ans d'émission sont fêtés le 3 mars 2011 dans le café-concert le Pixie. 
À partir du 16 novembre 2011, la station émet depuis un nouveau studio pour sa onzième saison, toujours situé au rez-de-chaussée de la résidence universitaire de l'IUT et toujours aussi exigu, à la suite de la modernisation du bâtiment. Le déménagement associé à la vétusté du matériel et à l'inexpérience technique des membres de l'association provoque un retard de diffusion d'un mois. Un nouveau site web est lancé au printemps, tandis que nombre d'animateurs utilisent les réseaux sociaux pour promouvoir leurs émissions et interagir avec les auditeurs. Il permet en premier lieu de retransmettre les émissions spéciales consacrées à l'élection présidentielle,. L'association compte « près de 90 personnes. »
Quatre-vingt cartes sont attribuées à la rentrée 2012, pour la douzième saison. Le redémarrage de l’émetteur est de nouveau repoussé d'un mois à cause d'une panne de l'émetteur. Un facteur externe freine l’expansion de la radio : l’État se retire du financement d'une Maison de l'étudiant sur le campus de l'IUT, ce qui annule un projet de déménagement de la radio dans un local plus spacieux, mieux insonorisé et mieux équipé. Les plans étaient déjà tracés.
La treizième saison commence le 7 octobre 2013. En novembre, le Conseil supérieur de l'audiovisuel intervient subitement pour mettre fin aux programmes de la radio, commencés le 7 octobre sur sa fréquence traditionnelle. En cause, une autorisation annuelle de diffusion dont la demande n'a pas été renouvelée. Le président de l'association Jordan Chevreau invoque l'ignorance et un défaut de communication avec les anciens administrateurs, lors du changement de bureau au printemps passé. Comme le note Le Télégramme, les administrateurs ont été « pirates malgré eux », pendant un peu plus d'un mois. Aucune sanction n'est retenue contre la radio par l'instance de régulation de l'audiovisuel. La radio reprend du service le 8 janvier 2014 et s'interrompt fin juin.
La reprise des programmes n'intervient que le 24 novembre 2014. Le retour de la station promis par le bureau ne concerne dans un premier temps que le streaming, ce que lui permet son statut de webradio déclarée en février auprès du CSA, avec comme mission « la musique et la mise en valeur de la région bretonne du Trégor ». Malgré une nouvelle version de son site web et la création de l'émission Politique Lab, cette quinzième saison de TTU s'inscrit dans la continuité, avec notamment la poursuite des émissions musicales Huge, La Botanique du son et La Notorious, ainsi que des émissions de talk Le 4-4-2 et Cinéphagie.  

### Bureaux successifs
1995-1996 - Sous l'ancien nom "Buzz Radio", les trois fondateurs : président, Jérôme Denis ; vice-président Mickaël TIZON ; responsable des programmes, Pierre-Yves Loaëc
1999-2000 - président, Guillaume Cordeau ; vice-présidente et, Stéphanie Pouteau
2000-2001 - président, Mickaël Demeau ; (vice-président, Gabriel Maffre ; trésorier, Gildas Menguy et secrétaire, Nathalie André
2001-2002 - président, Mathieu Le Maux, président ; Killian Tribouillard, vice-président ; Julie Crubillé, trésorière, et Mathilde Goanec, secrétaire ; Ronan Le Borgne, responsable de la programmation ; Grégory Saugis, responsable de la communication ; Julien Gicquel, responsable technique, et Kévin Morizur, responsable Internet
2002-2003 - présidente, Marie Blanchardon ; vice- présidente, Coralie Ronceray ; trésorière, Maud Kessler ; secrétaire, Léna  Blouet
2003-2004 - présidente, Laetitia Heuveline ; secrétaire, Léna Blouët ; responsable de la programmation, Olivia ; responsable de programmation musicale, Mathieu Raulin ; chargé de la promotion, Damien Baumal
2004-2005 - présidente, Élodie Robin ; vice-présidente, Laure Abonna ; trésorier, Amar Nafa ; secrétaire, Samuel Auffray, secrétaire-adjoint, Pierre-Yves Jaccolo ; responsable des programmes, Benoît  Léty ; responsable musical, Julien Le Gros ; responsable technique, Simond Calaone
2005-2006 - président, Benjamin Keltz ; vice-président, Thomas Chrétien ; trésorier, Rémi Calland ; secrétaire ; Juliette Plouseaud ; responsables de la programmation, Maxime Milanesi ; responsable technique, Yann Le Gall ; chargés de la programmation musicale, Julien Le Gros; chargés de la communication, Laurent Cabioch
2006-2007 - président, Meven Le Moign ; responsable communication, Jean-François Laloué, programmation musicale, Charline Lecarpentier
2007-2008 - présidente, Amélie Le Calvez, vice-présidente, Violette Gougeon ; trésorier, Julien Ranson ; vice-trésorier, Aymeric Coupé ; secrétaire, Pierre-Yves Prigent ; vice-secrétaire, Manuel Delort, directeur de la programmation, Raphaël Hamon
2008-2009 - président, Raphaël Tual ; vice-président, Gaël Piat ; trésorier, Guilhem Richaud ; vice-trésorière, Cindy Anjorand ; secrétaire, Julien Boitel ; vice-secrétaire, Stéphanie Hancq ; directeur de la programmation, Eric Besatti ; responsables de la progammation musicale, Marielle Bastide, Virginie Guennec, Antoine Solmiac ; responsables techniques, Ratanga Revyll-Jones, Mathieu Le Bris, Maxime Guédo ; responsables de l'information, Angelina Dionisi, Emmanuel Schmidt ; responsables des jingles, Emmanuel Saussaye, Arthur Thouvenin ; responsable internet, Edouard Daniel; responsable communication, Manon Le Bris, Caroline Frotin, Agnès Moreau, Romain Baheux, Clara Frigol
2009-2010 - président, Quentin Lesiourd ; trésorière, Virginie Bachelier
2010-2011 - président, Thomas Jarrion ; vice-président, Brice Miclet ; trésorière, Justine Briot ; trésorier-adjoint, Bruno Poussard ; secrétaires, Guillaume Perrodeau et Robin Delorme ; responsable des programmes, Sylvain Ernault ; responsable de l'intendance, Vivien Chareyre
2011-2012 - président, Quentin Ruaux ; trésorière, Marie Le Roch ; responsable de la programmation musicale, Brice Miclet
2012-2013 - président, Thomas Piguel ; vice-président, Toma Thierry, trésorière, Marie Tiburce
2013-2014 - président, Jordan Chevreau ; trésorier, Willy Moncoiffé
2014-2015 - président, Ismaël Diakité
2015-2016 - président, Yann Le Ny
2016-2017 - présidente, Céline Charrier
2017-2018 - président, Flavien Larcade 
2018-2019 - président, Tristan Barraux ; vice-président , Léo-Paul Tixador ; trésorier, Quentin Danjou ; vice-trésorier, Erwan Helleux ; secrétaire, Léna Morvan ; vice-secrétaire et graphiste, Alice Cadu.
2022-2023 - présidente, Margaux Houcine ; vice-président , Armand Moreira ; trésorière, Laurane Goyer ; secrétaire , Sophie Larré ; vice-secrétaire, Louis Grignard, chargées de communication ; Célia Fontaine , Jeanne Voisine , Cassandre Vrillaud.
2023-2024 - présidente, Laure Marty-Anahory ; vice-président, Axel Guillaume ; trésorier, Cyprien Michel ; secrétaire, Bérénice Claude ; vice-secrétaire, Bleuenn Le Lay.

## Identité
TTU est avant tout une association qui veut être ouverte à tous les talents, tous les novices, tous les passionnés, à tous ceux qui souhaitent participer bénévolement à la vie d'une radio. Ainsi, ses membres sont essentiellement étudiants, même si la radio est ouverte aux personnes issues d'autres horizons sociaux et culturels. 
La station est appelée Talk To U, Radio TTU ou TTU par ses animateurs. Son identité visuelle comme son nom de domaine semblent toutefois montrer une inclinaison vers l'usage de la forme de dénomination la plus courte depuis quelques années. 
La station a une vocation particulière : être locale. La diffusion hertzienne sur le 107.5 FM touchant le territoire de la Côte de granit rose, les animateurs parlent aussi de l’actualité de la région d’écoute, notamment des événements culturels. Cet attachement territorial s'exprime surtout lors des périodes électorales et pendant les émissions de débats qui font intervenir des personnalités trégorroises.
Les programmes de talk, d'une durée moyenne d'une heure, s'attachent principalement à traiter l'actualité culturelle, soit de façon généraliste, soit avec un thème bien précis tels que les séries télévisées, la bande dessinée, la philosophie ou les jeux vidéo. Les rédacteurs-chroniqueurs de TTU se déplacent aussi dans les manifestations de la région pour réaliser des reportages et des interviews, en particulier lors des festivals de musique comme les Transmusicales et les Vieilles Charrues.
TTU est une radio indépendante qui fonctionne principalement grâce aux cotisations de ses membres. Elle reçoit également des subventions de l'État et de l'université de Rennes 1, qui ne lui permettent cependant pas de renouveler un matériel vieillissant. Elle est partenaire du site d'actualité associatif Report Ouest, ainsi que de lieux de spectacles et d'événements culturels. Une soirée annuelle de lancement, organisée dans le bar associatif de Lannion le Pixie, est l'occasion de collecter des fonds et de proposer des concerts de groupes diffusés à l'antenne. Ces aides lui permettent de réparer son matériel, de mettre en ligne un site web et d'assurer une communication minimale. Par choix, aucune publicité n’est diffusée sur les ondes. L’association souhaite conserver son autonomie, qui la démarque des radios commerciales.
La radio fonctionne grâce à la participation active de ses bénévoles, ainsi que de ses auditeurs. Ce sont leurs projets qui font le dynamisme de la station. Elle est soucieuse de défendre son particularisme dans un paysage radiophonique trégorrois que ses membres jugent formatés.
Parmi les initiatives qui se sont concrétisées, on compte une émission avec des scolaires, un partenariat avec le Foyer des jeunes travailleurs de Lannion, la peinture d'une fresque en graffiti dans l'ancien studio, ou encore l'organisation des TTU Awards, qui se tiennent annuellement dans une salle de Lannion pour récompenser les meilleures ou les pires émissions de l'année.
Depuis novembre 2011, la radio a possédé la particularité rare de se dépouiller de tout habillage d'antenne pendant la diffusion de sa playlist, c'est-à-dire pendant l'écrasante majorité de son programme. Ni jingle, ni indicatif, ni virgule, ni top horaire, ni publicité n'étaient diffusés, sans que cette décision n'ait été motivée.

## Les émissions de TTU
La grille des programmes de TTU se veut éclectique. Elle se renouvelle chaque année, au gré des nouvelles équipes qui se succèdent en studio radio. Malgré tout, certaines émissions phares traversent les années et les générations d'animateurs. Leur fréquence est essentiellement hebdomadaire, sans compter les possibles rediffusions au cours de la semaine et pendant les vacances scolaires. Le ton de la radio se veut résolument léger, impertinent et parfois décalé, à destination d'un public a priori majoritairement jeune, à l'image des animateurs.

Ancien logo de Talk To U

Des programmes culturelles sont diffusées chaque semaine, à l'image de Cinéphagie pour les amateurs de cinéma, ou dans le passé Les Marteaux d'Hypnos (2007-2008), Quel art est-il ?(2010-2011), Conciliabulles (2010-2011) et Seriel Killers (2011-2013), etc. Entre septembre 2010 et mai 2011, une émission en langue bretonne nommée Atav Bev était produite.
Lors de son lancement en 2000, la station a produit et diffusé un feuilleton radiophonique de 24 épisodes nommé Trestraou Beach, en référence à la grande plage de Perros-Guirec. Ce programme faisait partie du Saturday Night Show, une émission qui proposait également des canulars téléphoniques et offrait des cadeaux. Un créneau du divertissement repris par la suite par les animateurs de TTU Kantabu (2005-2006), La Course à la capote (2007-2008), du jeu G l'info (2010) ou Curiositas (2011-2013). L'émission C'est tout à fait ça était programmée sur TTU entre 2002 et 2004. Il est à noter que l'émission était à l'époque déjà relayée en direct sur Internet de façon officieuse.
Des émissions sportives sont aussi présentes sur la grille, comme la généraliste Cité sport (ou Si t'es sport et plus récemment TTU Sport News) depuis 2001, le Mag' Foot (ou le 4-4-2) et plus récemment le Mag' Rugby (devenu Le XV TTU). De 2001 à 2003, les matchs à domicile de l'En Avant de Guingamp, en D1 de football, étaient commentés en direct depuis le stade du Roudourou par Gildas Mainguy, futur journaliste sportif de France Bleu Mayenne.
Un autre axe majeur et prisé par les étudiants en journalisme de l'IUT de Lannion est celui du traitement de l'actualité. En dehors du flash d'information, diffusé dans l'idéal chaque début d'heure, en soirée, à partir 19 h, des programmes comme Débattez-vous, Sacrée l'actu, Élysée Point Com, Le Grand Ramdam ou Info Mag se sont intéressés à l'actualité locale, nationale et internationale. En période électorale, TTU organise des émissions spéciales, avec des élus et des candidats en plateau,. La soirée des régionales 2010 fut ainsi diffusée en direct et en vidéo sur internet, tandis que les présidentielles 2012 donnent lieu à deux émissions marathon réalisées en liaison avec le site Report Ouest, qui réalise un "live web".

## La musique sur TTU
TTU est une radio de contre-programmation, qui préfère mettre en valeur des nouveaux talents plutôt que de promouvoir des réussites commerciales. Elle suit en cela son slogan "une radio sans pub et sans tube" . Malgré la rotation annuelle de ses programmateurs musicaux, cette distinction reste de rigueur et en fait une exception dans le paysage radiophonique lannionnais.
L'éclectisme revendiqué de sa playlist a notamment permis d'entendre les premiers morceaux de la chanteuse costarmoricaine Yelle, au milieu de reggae caribéen, de jazz manouche, ou de rap américain. Cette grande variété de genres ainsi que l'habillage minimaliste de l'antenne - jusqu'à son absence totale - rapproche TTU de la radio publique FIP.
La part des artistes locaux et même francophones s'est considérablement réduite depuis plusieurs années. 
Les plages de musique s'étendent de minuit à 18 heures et semaine, en continu le week-end et lors des vacances universitaires.
Pléthore d'émissions consacrées à la musique se sont succédé à l'antenne, généralement en fin de soirée, après les émissions de talk. Il s'agit de La Botanique Du Son, Huge, Go Funk Youreself ou plus anciennement de Besides, Metal intrusion, Ça Jazz et Eletrochoc.